# Zekelita pallida
Zekelita pallida là một loài bướm đêm trong họ Erebidae.